# Gustav Richter (Politiker, 1897)
Gustav Richter (* 16. Oktober 1897 in Neviges; † 8. Mai 1996 in Bad Berleburg) war ein deutscher Verwaltungsjurist und von 1955 bis 1962 Oberkreisdirektor des Kreises Wittgenstein.

## Leben und Wirken
Richter besuchte von 1904 bis 1908 die ev. Volksschule in Neviges und wechselte danach bis 1912 zur Rektoratsschule der Stadt. Von 1912 bis 1915 besuchte er das Realgymnasium in Langenberg.
Ab 15. November 1915 wurde er zum Militärdienst herangezogen, zunächst in einer Nachrichteneinheit. Von Januar 1916 bis 30. November 1918 nahm Richter am Ersten Weltkrieg teil, zuletzt im Range eines Unteroffiziers. 1918/1919 besuchte er nochmals bis zum Abitur das Realgymnasium in Langenberg.
Im September 1919 begann er eine Lehre beim Creditverein Neviges. 1922 bis 1925 nahm Richter sein Studium der Rechts- und Staatswissenschaften auf, beginnend im Sommersemester 1922 an der Georg-August-Universität in Göttingen, ab SS 1923 an der Rheinischen Friedrich-Wilhelms-Universität in Bonn. An beiden Universitätsstandorten trat er nichtschlagenden Studentenverbindungen bei, zunächst dem Studentengesangverein StMV Blaue Sänger Göttingen, danach AMV Makaria Bonn. Richter legte im August 1925 sein erstes juristisches Staatsexamen am OLG Köln ab. Nach Tätigkeiten als Referendar in Wuppertal und Düsseldorf bestand er am 12. Februar 1929 sein zweites Staatsexamen in Berlin. 1929 war er zunächst Hilfsrichter beim Landgericht Elberfeld sowie wissenschaftlicher Hilfsarbeiter bei einem Notar Scherf in Wuppertal. Nach seiner einjährigen Verwendung als Justitiar der Abt. II (Provinzialschulkollegium) des Oberpräsidiums der Provinz Westfalen in Münster bis zum 1. Juni 1930 begann Richters Karriere bei dem im Aufbau befindlichen Freiwilligen Arbeitsdienst (FAD), einem Vorläufer des 1935 entstandenen Reichsarbeitsdienstes (RAD). Zunächst wurde er auf Vorschlag des damaligen Oberpräsidenten Ferdinand von Lüninck beim Aufbau der Arbeitsgauleitung XVI Westfalen Nord in Münster eingesetzt. 1934 versetzte man Richter zur Arbeitsgauleitung VII nach Kiel, wo er zum Verwaltungsleiter aufstieg. Am 31. Mai 1937 beantragte er die Aufnahme in die NSDAP und wurde rückwirkend zum 1. Mai desselben Jahres aufgenommen (Mitgliedsnummer 4.424.629). 1938 erfolgte seine Versetzung nach Linz an der Donau. Im September 1939 wurde Richter zur Übernahme der verwaltungsrechtlichen Angelegenheiten am Dienstsitz des Reichsarbeitsführers, Konstantin Hierl in Berlin versetzt. 1942 erhielt Richter den Posten des Verwaltungsleiters der Arbeitsgauleitung XXXVI in Graz.
Gegen Kriegsende wurde die gesamte Grazer Dienststelle in die Wehrmacht übernommen und nach Weißenbach bei Liezen verlegt. Am 8. Mai 1945 kam Gustav Richter dort in amerikanische Kriegsgefangenschaft. Er wurde am 21. Mai 1945 in das Internierungslager Moosburg gebracht und dort am 2. März 1946 vorbehaltlos entlassen. Da er aus seiner Zeit beim Provinzialschulkollegium auch mit der Schulaufsicht der Realschule Berleburg betraut war, zog er in den Landkreis Wittgenstein. Einen Monat später, am 3. April 1946, begann er eine Tätigkeit als Gehilfe in der Gärtnerei Otto Claudy in Berleburg, die er bis zum 15. September 1949 ausübte. Richter war dann bis zum 30. April 1950 Buchhalter in der Berleburger Firma Wilhelm Werth, Vertriebsstelle der Bundesmonopolverwaltung für Branntwein, und kehrte anschließend in den öffentlichen Dienst zurück. Er wurde zum 1. Mai 1950 zum Amtsdirektor des Amtes Berleburg gewählt und übte diese Funktion bis zum 15. März 1955 aus, als ihn der Kreistag des Kreises Wittgenstein als Nachfolger von Paul Lemnitz zum neuen Oberkreisdirektor wählte. Das neue Amt übte Richter bis zum 31. Oktober 1962 aus. Sein Nachfolger wurde Wilfried Lückert.
Gustav Richter wurde am 14. April 1956 in der ersten Versammlung des wiedererstandenen Wittgensteiner Heimatvereins zum neuen Vorsitzenden gewählt. Dieses Ehrenamt gab er ebenfalls zum Ende seiner Dienstzeit auf.

## Familie
Gustav Adolf August Richter wurde als erstes Kind des Bankdirektors und späteren Ersten Beigeordneten der Stadt Neviges, Max August Richter und seiner Ehefrau Auguste Emilie geb. Baltrat geboren.
Er war seit 12. September 1930 verheiratet mit Margarete geb. Höhe (* 7. August 1896).
Nach dem Ende seiner Dienstzeit siedelte der damals 65-jährige Gustav Richter nach Laasphe über, wo er sehr zurückgezogen lebte. Er starb im Alter von 98 Jahren in Bad Berleburg.

## Mitgliedschaften in der NS-Zeit
- RAD 15. September 1933 bis 1945 (zuletzt Oberstarbeitsführer)
- Reichsbund der Deutschen Beamten 1929–1945
- NS-Rechtswahrerbund 1933–1945
- NS-Altherrenbund 1933–1945
- Reichskolonialbund 1933–1945

## Öffentliche Ämter nach 1945
- Amtsdirektor des Amtes Berleburg 1. Mai 1950–März 1955
- Mitglied in Gremien des Landkreistages Nordrhein-Westfalen: Stellv. Mitglied im Schul- und Kulturausschuss 1957–1962, Wirtschafts- und Verkehrsausschuss 1961–1962
- Oberkreisdirektor 15. März 1955–31.10.1962 (gewählt mit den Stimmen von CDU und SPD)
- Aufsichtsratsmitglied der VEW
- Vorsitzender der Prüfungskommission der südwestfälischen Verwaltungs- und Sparkassenschule Hagen
- Kurator der Reifensteiner Schule in Birkelbach.